# Grand Prix automobile de Grande-Bretagne 2012
GP précédent GP suivant
Le Grand Prix automobile de Grande-Bretagne 2012 (2012 Formula 1 Santander British Grand Prix), disputé le 8 juillet 2012 sur le circuit de Silverstone, est la 867e épreuve du championnat du monde de Formule 1 courue depuis 1950. Il s'agit de la soixante-troisième édition du Grand Prix de Grande-Bretagne comptant pour le championnat du monde de Formule 1, la quarante-sixième disputée à Silverstone, et de la neuvième manche du championnat 2012.
Fernando Alonso, parti en pole position, parvient à contenir Mark Webber dans le premier virage et garde la tête de la course pendant près de cinquante tours. Sa stratégie de changement de pneumatiques ne s'avère néanmoins pas payante puisque Webber le dépasse à cinq tours du but pour s'offrir sa deuxième victoire de la saison. Sur le podium, l'Australien devance Alonso et son coéquipier Sebastian Vettel. Au classement des pilotes, Alonso reste en tête avec 129 points mais Webber se rapproche (116 points), Vettel restant troisième avec 100 points. À l'issue de la course, dix-huit des vingt-quatre pilotes en lice au championnat ont marqué au moins un point.
Chez les constructeurs, Red Bull Racing reprend de l'avance sur ses poursuivants grâce aux 40 points marqués lors de ce Grand Prix : avec 216 points, l'écurie autrichienne devance largement Ferrari (152 points). Lotus conserve sa troisième place avec 144 points mais McLaren chute de deux positions après un week-end à domicile manqué (142 points au total). À la fin du Grand Prix, neuf des douze écuries engagées au championnat ont marqué des points, Caterham, Marussia et HRT n'en ayant pas encore inscrit.

## Essais libres

### Première séance, le vendredi de 10 h à 11 h 30
| Pos. | Pilote           | Voiture            | Chrono         | Écart     |
| ---- | ---------------- | ------------------ | -------------- | --------- |
| 1    | Romain Grosjean  | Lotus-Renault      | 1 min 56 s 552 |           |
| 2    | Daniel Ricciardo | Toro Rosso-Ferrari | 1 min 56 s 827 | + 0 s 275 |
| 3    | Lewis Hamilton   | McLaren-Mercedes   | 1 min 57 s 174 | + 0 s 622 |
| 4    | Sergio Pérez     | Sauber-Ferrari     | 1 min 57 s 664 | + 1 s 112 |
| 5    | Felipe Massa     | Ferrari            | 1 min 58 s 119 | + 1 s 567 |
| 6    | Mark Webber      | Red Bull-Renault   | 1 min 58 s 463 | + 1 s 911 |

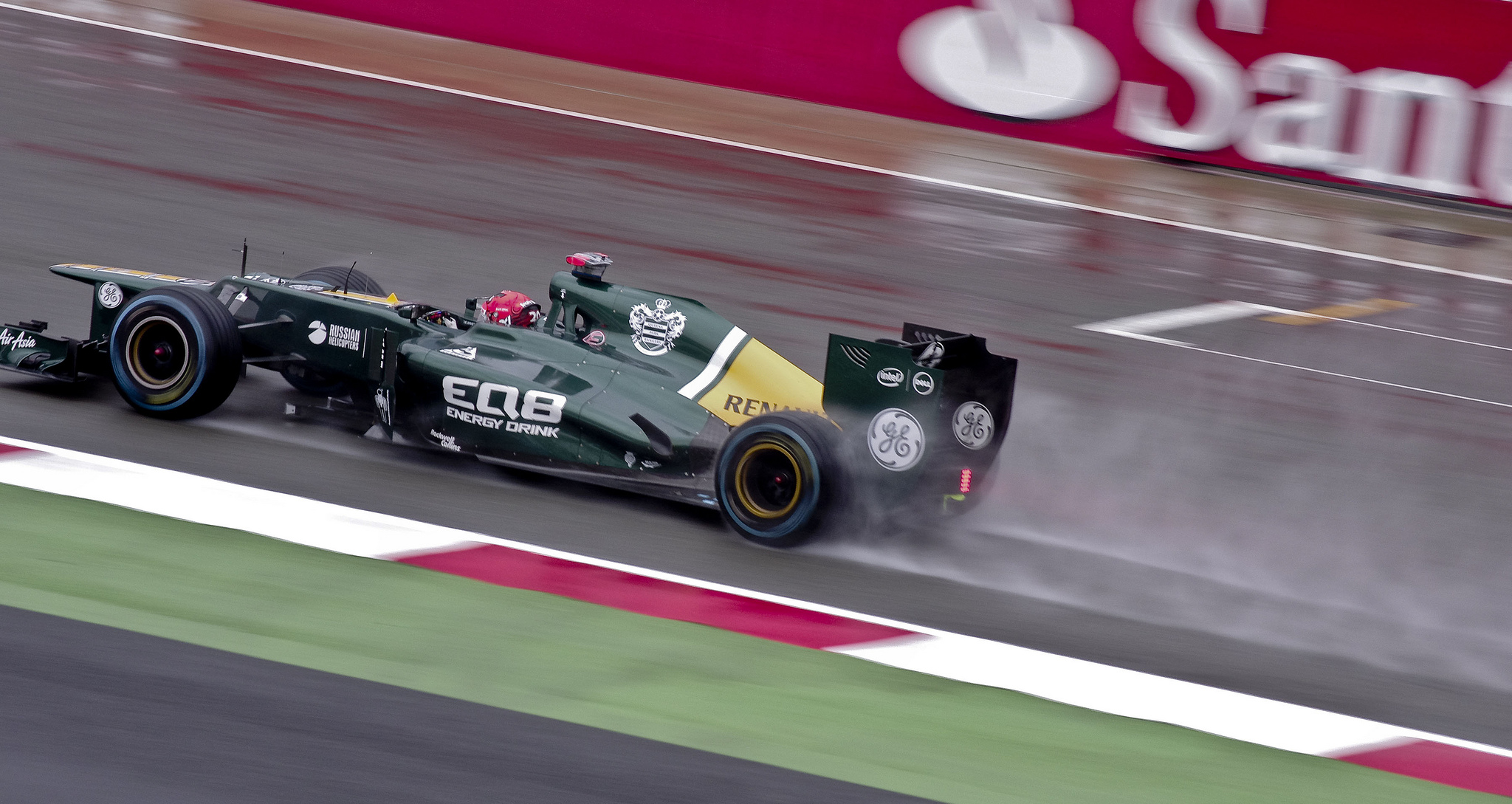
Heikki Kovalainen lors de la première séance d'essais libres du Grand Prix de Grande-Bretagne.

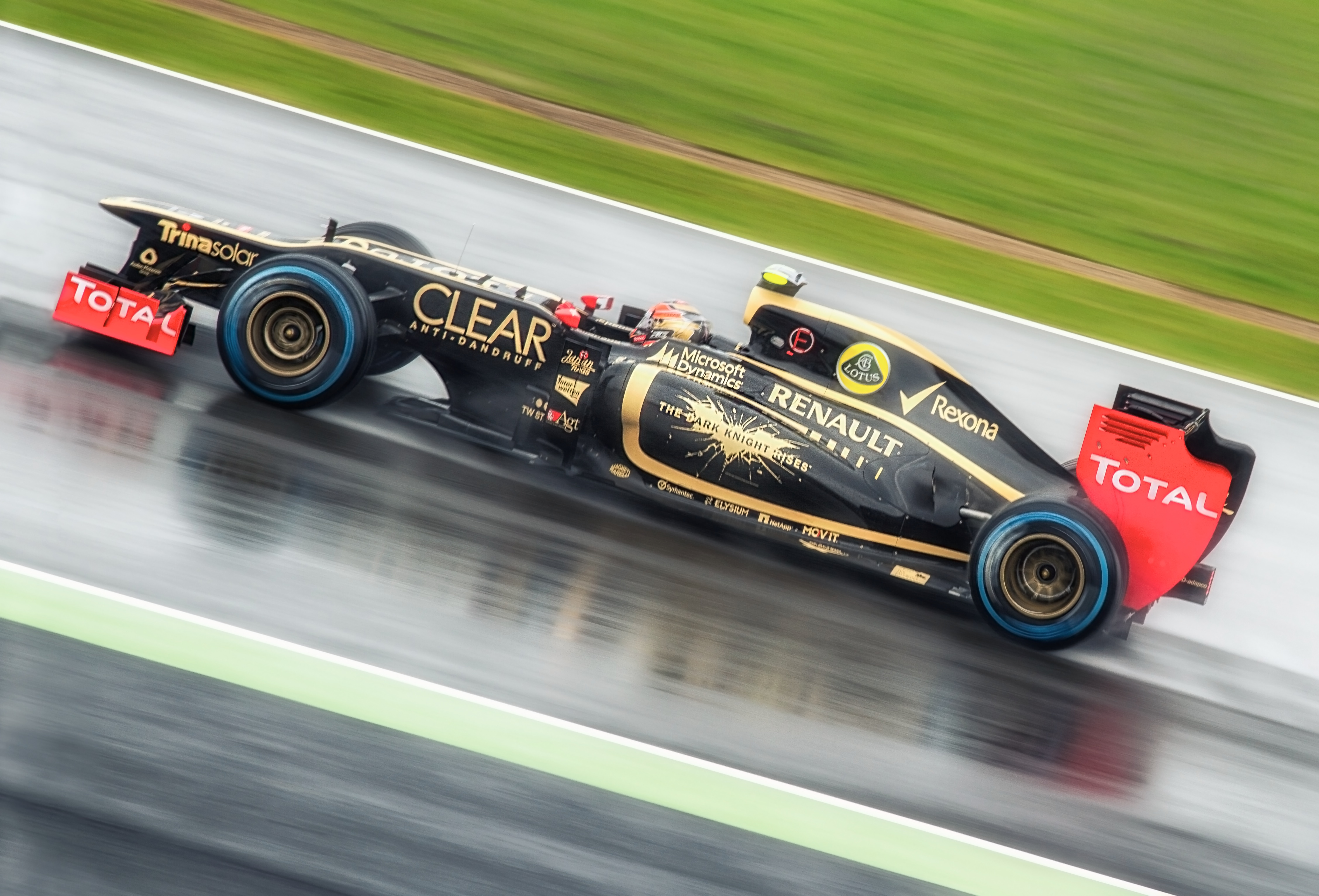
Romain Grosjean lors de la première séance d'essais libres du Grand Prix de Grande-Bretagne.

Il pleut, la température ambiante est de 16 °C et la piste est à 17 °C au départ de la première séance d'essais libres du Grand Prix de Grande-Bretagne. Plusieurs pilotes montrent leur soutien à la pilote espagnole María de Villota, accidentée plus tôt cette semaine lors de tests aérodynamiques en ligne droite pour l'écurie Marussia F1 Team. Felipe Massa, Sergio Pérez ou encore Fernando Alonso portent son logo sur leur casque tandis que les pilotes Marussia font de même sur les rétroviseurs de leurs monoplaces,,,.
Les pilotes s'élancent sur une piste détrempée pour boucler leur tour d'installation et Sergio Pérez réalise le premier temps de référence en 2 min 11 s 663. Les pilotes doivent tourner sur une piste peu praticable car il est fort probable que les conditions météorologiques restent les mêmes pour la course de dimanche,,,.
Plusieurs pilotes se relaient en tête du classement : Kamui Kobayashi tourne en 2 min 04 s 479 puis 2 min 02 s 254, Mark Webber améliore en 2 min 01 s 153 puis 1 min 59 s 719. Daniel Ricciardo prend ensuite le commandement en 1 min 58 s 581 puis 1 min 56 s 827. À la mi-séance, tandis que Fernando Alonso, Paul di Resta et Jules Bianchi n'ont toujours pas effectué de tour chronométré, Romain Grosjean prend l'avantage en 1 min 56 s 552,,,.
Alors que la pluie s'intensifie, Kamui Kobayashi, Romain Grosjean, Pedro de la Rosa, Timo Glock et Nico Rosberg partent à la faute et personne n'est en mesure d'améliorer le temps du Français,,,.
- Valtteri Bottas, pilote essayeur chez Williams F1 Team, a remplacé Bruno Senna lors de cette séance d'essais.
- Jules Bianchi, pilote essayeur chez Force India, a remplacé Nico Hülkenberg lors de cette séance d'essais.
- Dani Clos, pilote essayeur chez HRT, a remplacé Narain Karthikeyan lors de cette séance d'essais.

### Deuxième séance, le vendredi de 14 h à 15 h 30
| Pos. | Pilote             | Voiture          | Chrono         | Écart     |
| ---- | ------------------ | ---------------- | -------------- | --------- |
| 1    | Lewis Hamilton     | McLaren-Mercedes | 1 min 56 s 345 |           |
| 2    | Kamui Kobayashi    | Sauber-Ferrari   | 1 min 56 s 474 | + 0 s 129 |
| 3    | Michael Schumacher | Mercedes         | 1 min 56 s 545 | + 0 s 200 |
| 4    | Nico Rosberg       | Mercedes         | 1 min 56 s 567 | + 0 s 222 |
| 5    | Sergio Pérez       | Sauber-Ferrari   | 1 min 57 s 493 | + 1 s 148 |
| 6    | Jenson Button      | McLaren-Mercedes | 1 min 57 s 948 | + 1 s 603 |

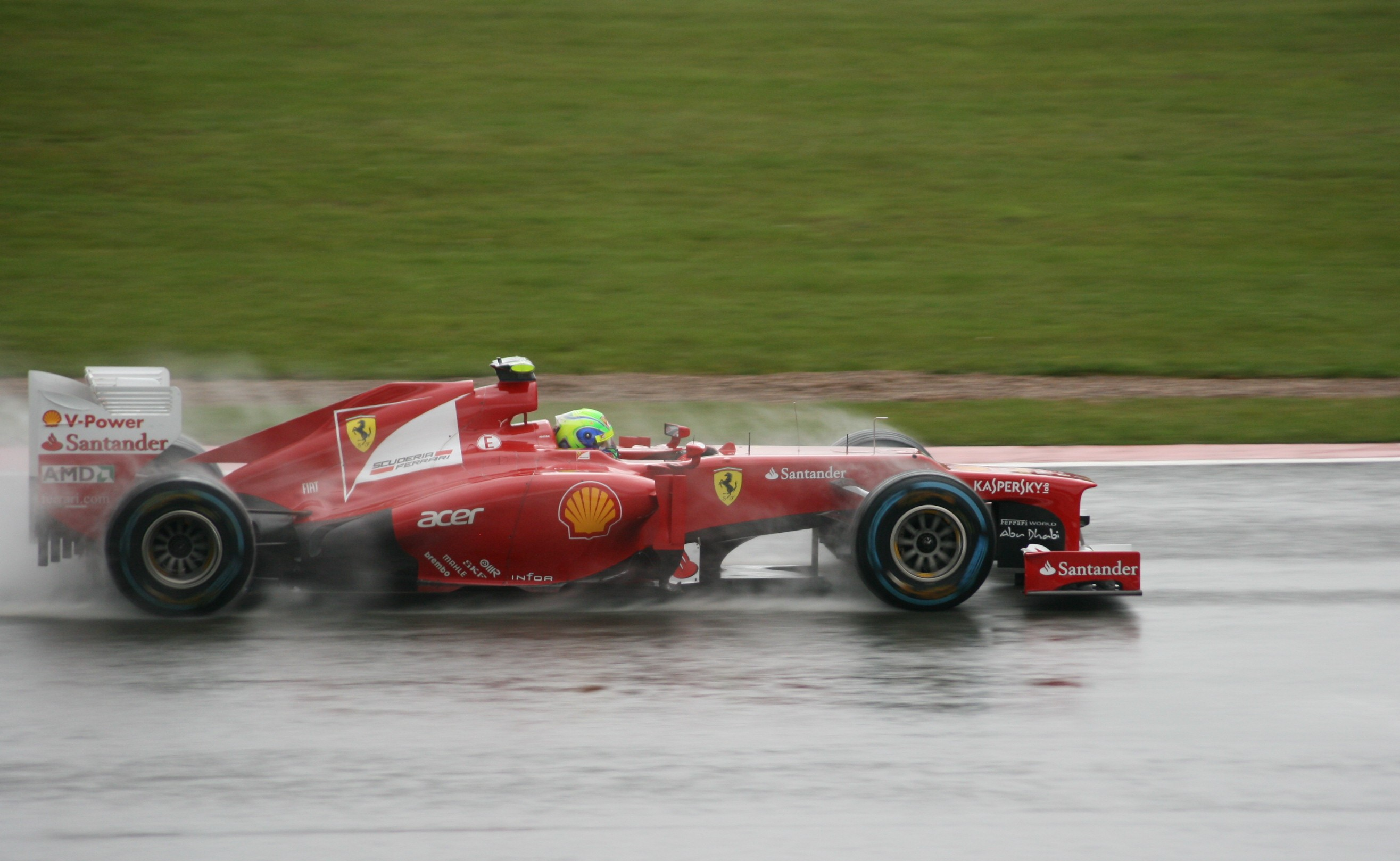
Felipe Massa lors des essais libres du Grand Prix de Grande-Bretagne.

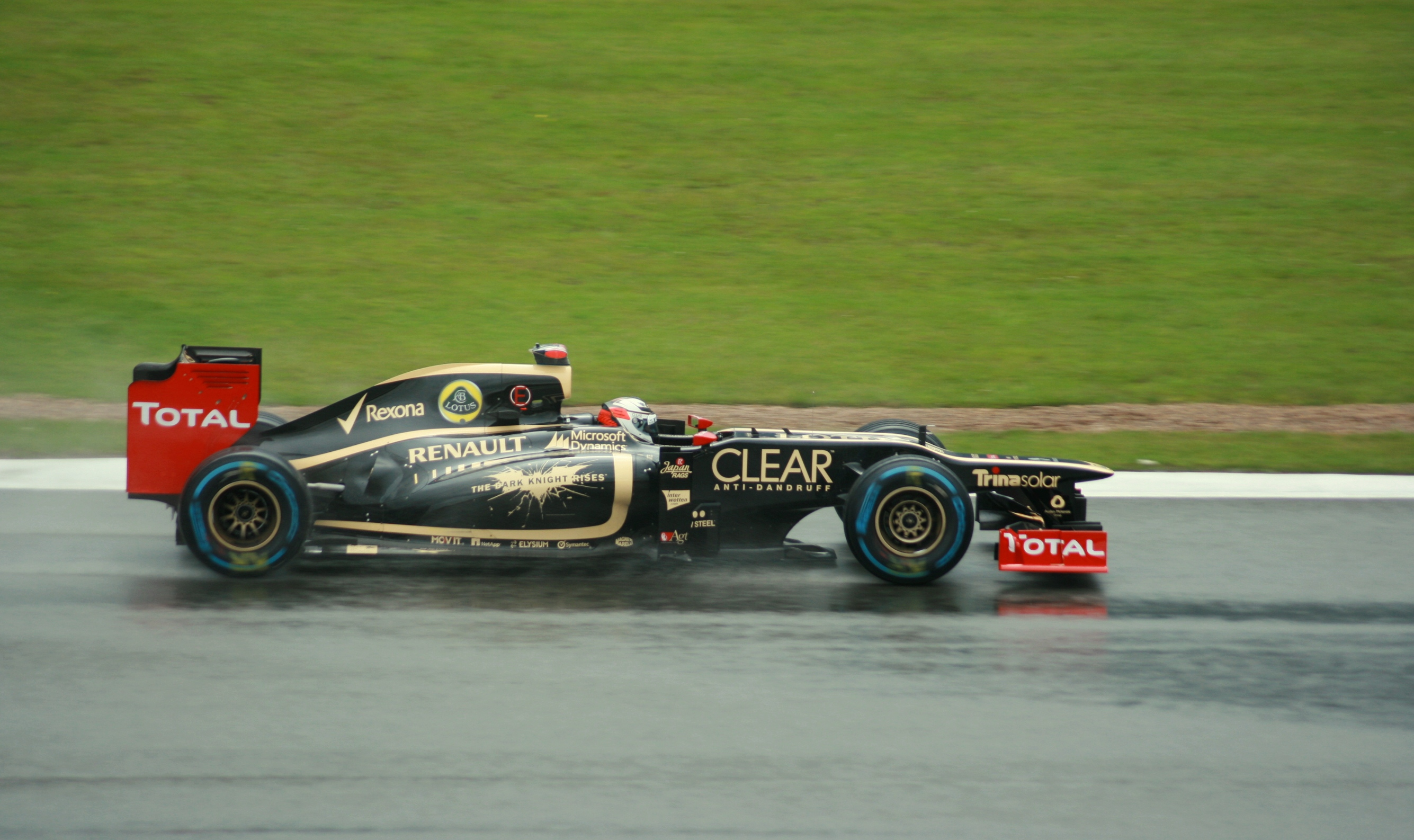
Kimi Räikkönen lors des essais libres du Grand Prix de Grande-Bretagne.

Comme le matin, la température ambiante est de 16 °C et il pleut au départ de la deuxième séance d'essais libres. Timo Glock établit le premier tour chronométré de la séance en 2 min 11 s 964 et Bruno Senna améliore quelques instants plus tard en 2 min 10 s 215. Peu après, tous les pilotes en piste regagnent leurs stands alors qu'il reste plus d'une heure et vingt minutes dans la session,,,.
À la mi-séance, Kamui Kobayashi est le premier à reprendre la piste et se porte en tête du classement après avoir bouclé un tour en 2 min 04 s 198. Il cède sa place à son coéquipier Sergio Pérez (2 min 00 s 395 et les deux pilotes se relaient ensuite en tête : Kamui Kobayashi tourne en 1 min 59 s 405, Pérez en 1 min 59 s 089 et Kobayashi en 1 min 58 s 894. Bruno Senna sort alors de la piste et tape le rail, ce qui provoque une interruption de séance pour permettre aux commissaire de piste d'évacuer les débris de sa monoplace,,,.
Il reste un peu plus de vingt minutes avant le drapeau à damier lorsque la session est relancée. Kamui Kobayashi améliore en 1 min 57 s 613 quand Fernando Alonso, Daniel Ricciardo et Jean-Éric Vergne prennent la piste avec des pneus intermédiaires qui se révèlent vite inadaptés aux conditions de la piste détrempée. Quelques minutes plus tard, Lewis Hamilton prend la tête en 1 min 56 s 345 et établit le meilleur temps de la journée d'essais. Il devance Kobayashi, Michael Schumacher, Nico Rosberg, Pérez, Jenson Button, heikki Kovalainen, Kimi Räikkönen, Nico Hülkenberg et Alonso qui est parti en tête-à-queue et a cassé son aileron avant alors qu'il rentrait dans son stand,,,.

### Troisième séance, le samedi de 10 h à 11 h
| Pos. | Pilote           | Voiture          | Chrono         | Écart     |
| ---- | ---------------- | ---------------- | -------------- | --------- |
| 1    | Fernando Alonso  | Ferrari          | 1 min 32 s 167 |           |
| 2    | Jenson Button    | McLaren-Mercedes | 1 min 32 s 320 | + 0 s 153 |
| 3    | Romain Grosjean  | Lotus-Renault    | 1 min 32 s 358 | + 0 s 191 |
| 4    | Sebastian Vettel | Red Bull-Renault | 1 min 32 s 420 | + 0 s 253 |
| 5    | Kimi Räikkönen   | Lotus-Renault    | 1 min 32 s 454 | + 0 s 287 |
| 6    | Lewis Hamilton   | McLaren-Mercedes | 1 min 32 s 477 | + 0 s 310 |

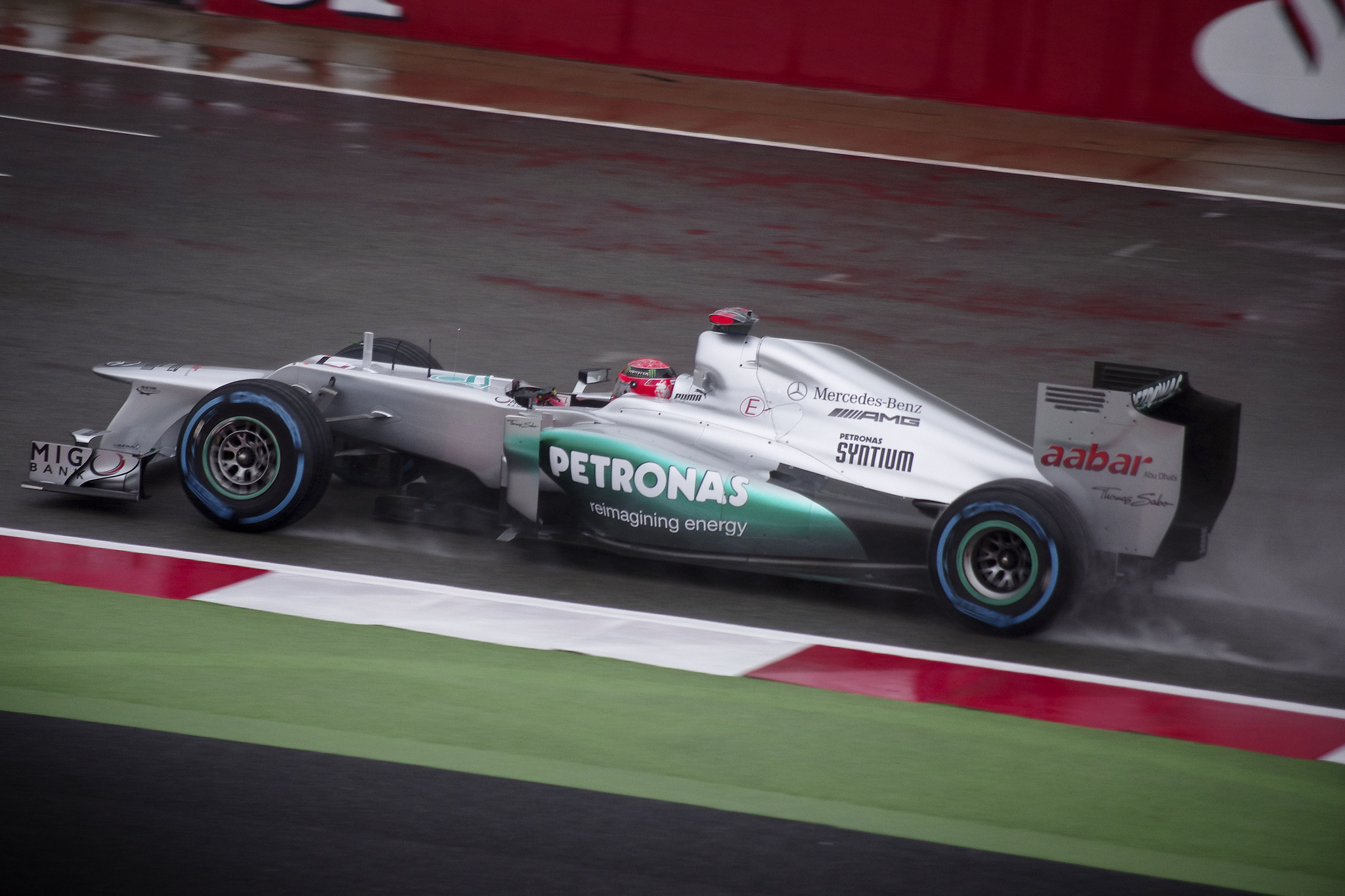
Michael Schumache lors des essais libres du Grand Prix de Grande-Bretagne.

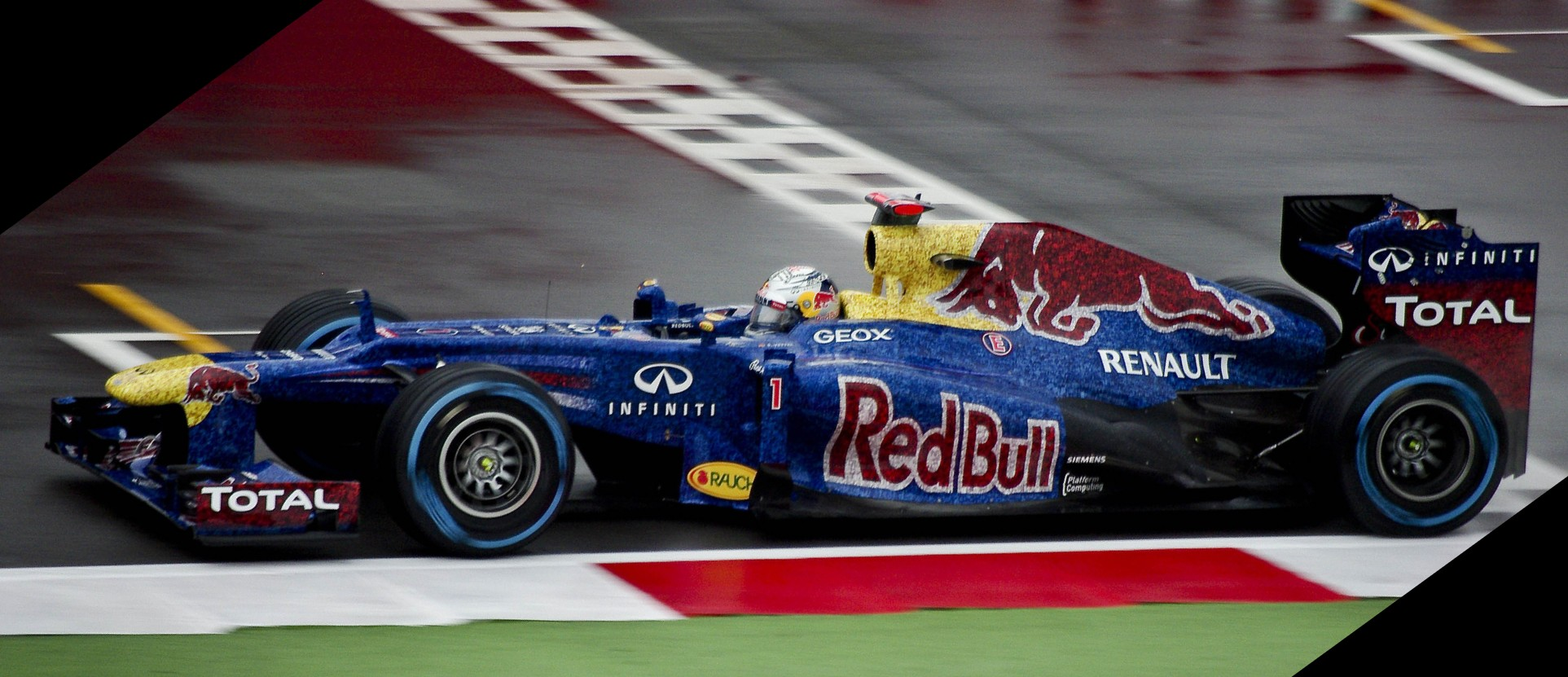
Sebastian Vettel lors des essais libres du Grand Prix de Grande-Bretagne.

La température ambiante est de 16 °C et celle de la piste est à 17 °C au départ de la dernière séance d'essais libres. Contrairement à la veille, la piste est sèche malgré quelques flaques, et il ne pleut pas. Les pilotes s'élancent très vite en piste et Romain Grosjean établit le premier temps de référence en 1 min 39 s 514,,,.
Michael Schumacher améliore à deux reprises (1 min 34 s 517 puis 1 min 34 s 187) avant de laisser le commandement à son coéquipier Nico Rosberg (1 min 33 s 733). Fernando Alonso tourne ensuite en 1 min 33 s 606 mais son temps est amélioré par Lewis Hamilton en 1 min 33 s 084. Charles Pic immobilise alors sa Marussia en piste alors qu'il reste un peu moins de quarante minutes d'essais : la direction de course interrompt la séance avec un drapeau rouge et la session est relancée quelques minutes plus tard,,,.
Jenson Button s'installe aussitôt en tête en bouclant un tour en 1 min 32 s 851 mais ce temps est immédiatement battu par son coéquipier Hamilton en 1 min 32 s 728. Romain Grosjean passe ensuite en tête avec un tour en 1 min 32 s 471 mais s'incline face à Alonso (1 min 32 s 167) qui part en tête-à-queue quelques instants plus tard,,,.
Alonso réussit à se relancer et conserve son temps jusqu'à la fin de la session. Sergio Pérez fait une sortie de piste qui lui coûte son aileron avant et Charles Pic est à nouveau contraint d'abandonner sa monoplace en piste en fin de séance,,,.

## Séance de qualifications

### Résultats des qualifications

#### Session Q1

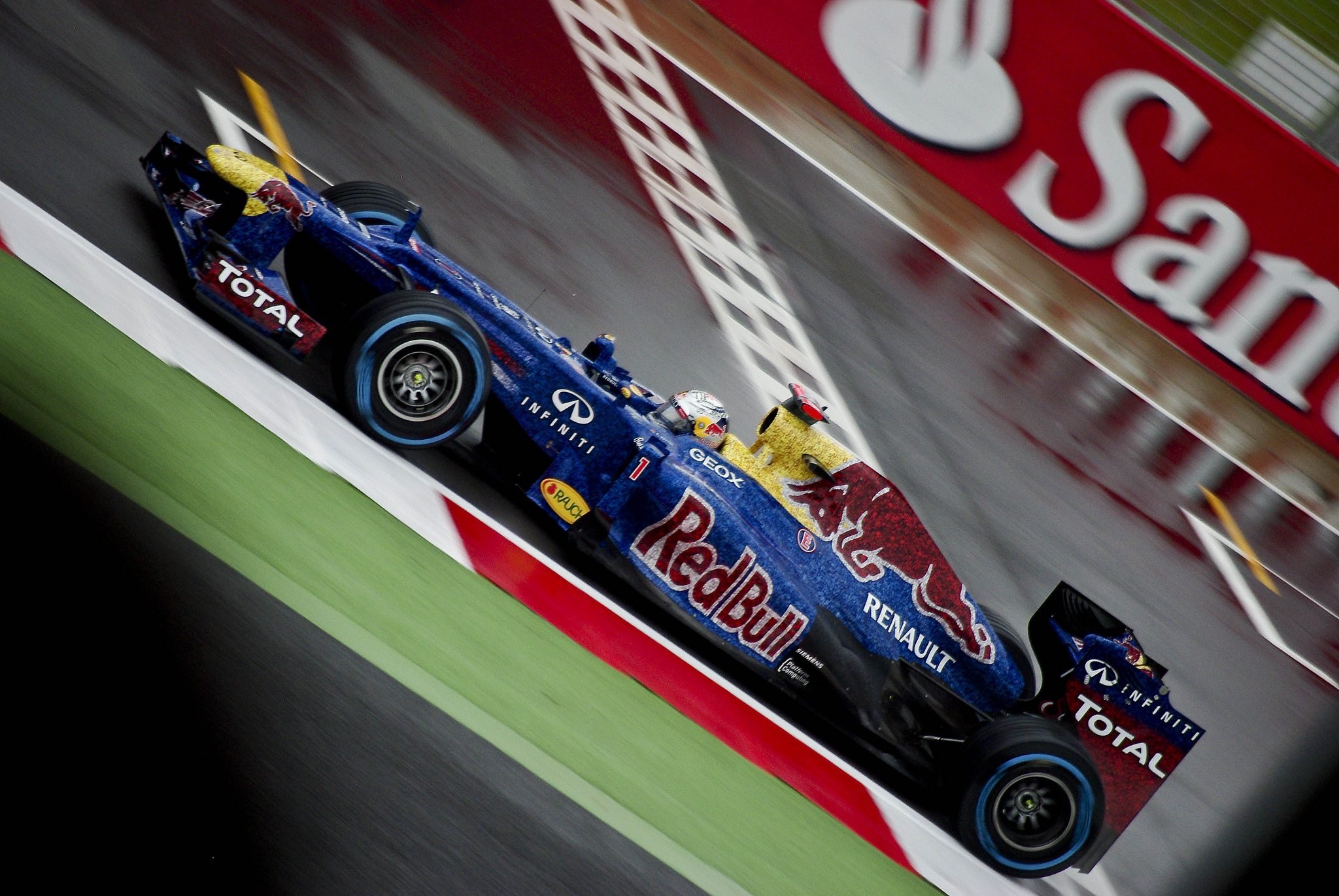
Sebastian Vettel lors du Grand Prix de Grande-Bretagne.

La température ambiante est de 17 °C et la piste est à 22 °C au départ de la séance qualificative du Grand Prix de Grande-Bretagne. Jean-Éric Vergne est pénalisé de dix places sur la grille de départ alors que Kamui Kobayashi, Charles Pic et Nico Hülkenberg sont pénalisés de cinq places,,,.
Alors que la piste est sèche, une pluie fine se met à tomber dès le début de la session et tous les pilotes se précipitent en piste pour un tour d'installation, certains chaussés avec des pneus intermédiaires et d'autres avec des pneus slicks. Kimi Räikkönen reçoit alors confirmation par radio que son SREC est en panne. L'averse s'intensifie tandis que les premiers pilotes entament leur premier tour lancé et Kamui Kobayashi prend la tête du classement en 1 min 50 s 411,,,.
Michael Schumacher améliore en 1 min 49 s 935, Felipe Massa tourne en 1 min 49 s 568, Pastor Maldonado en 1 min 49 s 459 et Daniel Ricciardo en 1 min 49 s 446. Lewis Hamilton se porte ensuite en tête en 1 min 49 s 175 mais doit céder sa place à Massa (1 min 48 s 499. Kamui Kobayashi reprend à son tour la tête du classement avec un tour bouclé en 1 min 47 s 840 mais doit s'incliner face aux deux pilotes Toro Rosso : Vergne tourne en 1 min 47 s 705 et Ricciardo en 1 min 47 s 266,,,.
Pastor Maldonado retrouve à son tour la tête en 1 min 47 s 123, temps amélioré par les deux pilotes Sauber : Kobayashi tourne en 1 min 46 s 659 et Sergio Pérez en 1 min 46 s 494. Pastor Maldonado améliore en 1 min 46 s 449 lorsque Sebastian Vettel améliore en 1 min 46 s 279,,,.
La piste s'assèche progressivement et les deux pilotes Sauber tentent le pari de chausser des pneus slicks tendres : ils rentrent aussitôt, car les pneus ne sont pas encore adaptés à la piste. Les sept pilotes éliminés sont Charles Pic (qui réalise un temps au-delà des 107 % qualificatifs), Narain Karthikeyan, Pedro de la Rosa, Timo Glock, Heikki Kovalainen, Vitaly Petrov et Jenson Button,,,.

#### Session Q2
Bien que la pluie tombe désormais à verse sur le circuit, les Ferrari tentent le pari de débuter en pneus intermédiaires : il y a trop d'eau sur la piste et les deux pilotes rentrent immédiatement chausser des pneus « pleine pluie ». Jean-Éric Vergne établit le premier tour de référence en 2 min 00 s 082, temps amélioré un peu plus tard par Sergio Pérez en 1 min 59 s 092. La pluie s'intensifie tellement que plusieurs pilotes demandent l'arrêt de la séance qui intervient quelques minutes plus tard. Entretemps, Michael Schumacher est sorti de la piste à plusieurs reprises, Fernando Alonso et Romain Grosjean également, sans dommage pour leurs monoplaces,,,,.
À 15 h 05, la direction de course annonce que la séance repartira, pour une durée de 6 minutes et 19 secondes, avec un préavis de dix minutes, mais les conditions climatiques défavorables risquent de durer jusqu'à 15 h 40. Charlie Whiting, le directeur de course, veut s'assurer qu'il n'y ait plus d'eau stagnante sur la piste pour la relance et prévoit de prendre une décision à 16 h quant à la poursuite des qualifications. À 15 h 40, la voiture médicale de la direction de course fait un tour de piste pour évaluer les conditions : des camions équipés de brosses entrent en action pour aider les commissaires de piste à assécher le circuit,,,,.
La séance repart à 16 h 07 et les sept pilotes menacés d'une élimination sont Pastor Maldonado, Paul di Resta, Romain Grosjean, Michael Schumacher, Felipe Massa, Fernando Alonso et Bruno Senna. Les conditions de piste ont changé puisqu'il ne pleut plus. La plupart des pilotes se présente pourtant à la sortie de l'allée des stands avec des pneus pluie, sauf les pilotes Sauber qui chaussent à nouveau les intermédiaires. Kamui Kobayashi regagne immédiatement son stand pour chausser des pneus pluie tandis que Sergio Pérez insiste en intermédiaires, sans succès,,,,.
Romain Grosjean prend la tête du classement en 1 min 57 s 634, temps amélioré par Michael Schumacher (1 min 56 s 461), Mark Webber (1 min 55 s 898) et finalement par Lewis Hamilton (1 min 54 s 897). Romain Grosjean sort alors de la piste et reste coincé dans la boue. Les sept pilotes éliminés sont Pérez, Vergne, Senna, Ricciardo, Nico Rosberg, Kobayashi et di Resta,,,,.

#### Session Q3
Les dix pilotes en lutte dans la dernière phase des qualifications sont maintenant presque tous en pneus intermédiaires. Romain Grosjean, privé de monoplace, ne participe pas à cette session. Pastor Maldonado prend la tête en 1 min 58 s 016 mais est battu par Felipe Massa (1 min 57 s 617), Michael Schumacher (1 min 54 s 091) et Fernando Alonso (1 min 53 s 699),,,.
Felipe Massa boucle alors un tour en 1 min 53 s 549 mais Alonso améliore en 1 min 52 s 544. Mark Webber se porte en tête avec un tour lancé en 1 min 51 s 793. Fernando Alonso obtient finalement sa première pole position de la saison en 1 min 51 s 746. Il devance Webber, Schumacher, Sebastian Vettel, Massa, Kimi Räikkönen, Maldonado, Lewis Hamilton, Nico Hülkenberg et Grosjean,,,.

### Grille de départ
| Pos.                                                                                      | Pilote                  | Écurie               | Qualifications 1 | Qualifications 2 | Qualifications 3 |
| ----------------------------------------------------------------------------------------- | ----------------------- | -------------------- | ---------------- | ---------------- | ---------------- |
| 1                                                                                         | Fernando Alonso SREC    | Ferrari              | 1 min 46 s 515   | 1 min 56 s 921   | 1 min 51 s 746   |
| 2                                                                                         | Mark Webber SREC        | Red Bull-Renault     | 1 min 47 s 276   | 1 min 55 s 898   | 1 min 51 s 793   |
| 3                                                                                         | Michael Schumacher SREC | Mercedes             | 1 min 46 s 571   | 1 min 55 s 799   | 1 min 52 s 020   |
| 4                                                                                         | Sebastian Vettel SREC   | Red Bull-Renault     | 1 min 46 s 279   | 1 min 56 s 931   | 1 min 52 s 199   |
| 5                                                                                         | Felipe Massa SREC       | Ferrari              | 1 min 47 s 401   | 1 min 56 s 388   | 1 min 53 s 065   |
| 6                                                                                         | Kimi Räikkönen SREC     | Lotus-Renault        | 1 min 47 s 309   | 1 min 56 s 469   | 1 min 53 s 290   |
| 7                                                                                         | Pastor Maldonado SREC   | Williams-Renault     | 1 min 46 s 449   | 1 min 56 s 802   | 1 min 53 s 539   |
| 8                                                                                         | Lewis Hamilton SREC     | McLaren-Mercedes     | 1 min 47 s 433   | 1 min 54 s 897   | 1 min 53 s 543   |
| 9                                                                                         | Nico Hülkenberg SREC    | Force India-Mercedes | 1 min 46 s 334   | 1 min 55 s 556   | 1 min 54 s 382   |
| 10                                                                                        | Romain Grosjean SREC    | Lotus-Renault        | 1 min 47 s 043   | 1 min 56 s 388   | Pas de temps     |
| 11                                                                                        | Paul di Resta SREC      | Force India-Mercedes | 1 min 47 s 582   | 1 min 57 s 009   |                  |
| 12                                                                                        | Kamui Kobayashi SREC    | Sauber-Ferrari       | 1 min 46 s 649   | 1 min 57 s 071   |                  |
| 13                                                                                        | Nico Rosberg SREC       | Mercedes             | 1 min 47 s 724   | 1 min 57 s 108   |                  |
| 14                                                                                        | Daniel Ricciardo SREC   | Toro Rosso-Ferrari   | 1 min 47 s 266   | 1 min 57 s 132   |                  |
| 15                                                                                        | Bruno Senna SREC        | Williams-Renault     | 1 min 47 s 105   | 1 min 57 s 426   |                  |
| 16                                                                                        | Jean-Éric Vergne SREC   | Toro Rosso-Ferrari   | 1 min 47 s 705   | 1 min 57 s 719   |                  |
| 17                                                                                        | Sergio Pérez SREC       | Sauber-Ferrari       | 1 min 46 s 494   | 1 min 57 s 895   |                  |
| 18                                                                                        | Jenson Button SREC      | McLaren-Mercedes     | 1 min 48 s 044   |                  |                  |
| 19                                                                                        | Vitaly Petrov SREC      | Caterham-Renault     | 1 min 49 s 027   |                  |                  |
| 20                                                                                        | Heikki Kovalainen SREC  | Caterham-Renault     | 1 min 49 s 477   |                  |                  |
| 21                                                                                        | Timo Glock              | Marussia-Cosworth    | 1 min 51 s 618   |                  |                  |
| 22                                                                                        | Pedro de la Rosa        | HRT-Cosworth         | 1 min 52 s 742   |                  |                  |
| 23                                                                                        | Narain Karthikeyan      | HRT-Cosworth         | 1 min 53 s 040   |                  |                  |
| Temps minimal à réaliser pour la qualification : 1 min 53 s 718 (107 % de 1 min 46 s 279) |                         |                      |                  |                  |                  |
| Nq                                                                                        | Charles Pic             | Marussia-Cosworth    | 1 min 54 s 143   |                  |                  |

- Kamui Kobayashi et Jean-Éric Vergne reçoivent des pénalités de cinq et dix places pour avoir provoqué des accrochages lors du Grand Prix précédent. Ils s'élancent respectivement de la dix-septième et de la vingt-troisième place de la grille de départ[26].
- Nico Hülkenberg, auteur du neuvième temps des qualifications, reçoit une pénalité de cinq places pour avoir changé de boîte de vitesses et s'élance de la quatorzième position sur la grille[27].
- Charles Pic, auteur d'un temps supérieur à 107 % de la meilleure performance de la Q1, échoue à se qualifier pour le Grand Prix mais est repêché par les commissaires de course. Il reçoit une pénalité supplémentaire pour un changement de boîte de vitesses et s'élance de la dernière position[28].

## Course

### Déroulement de l'épreuve

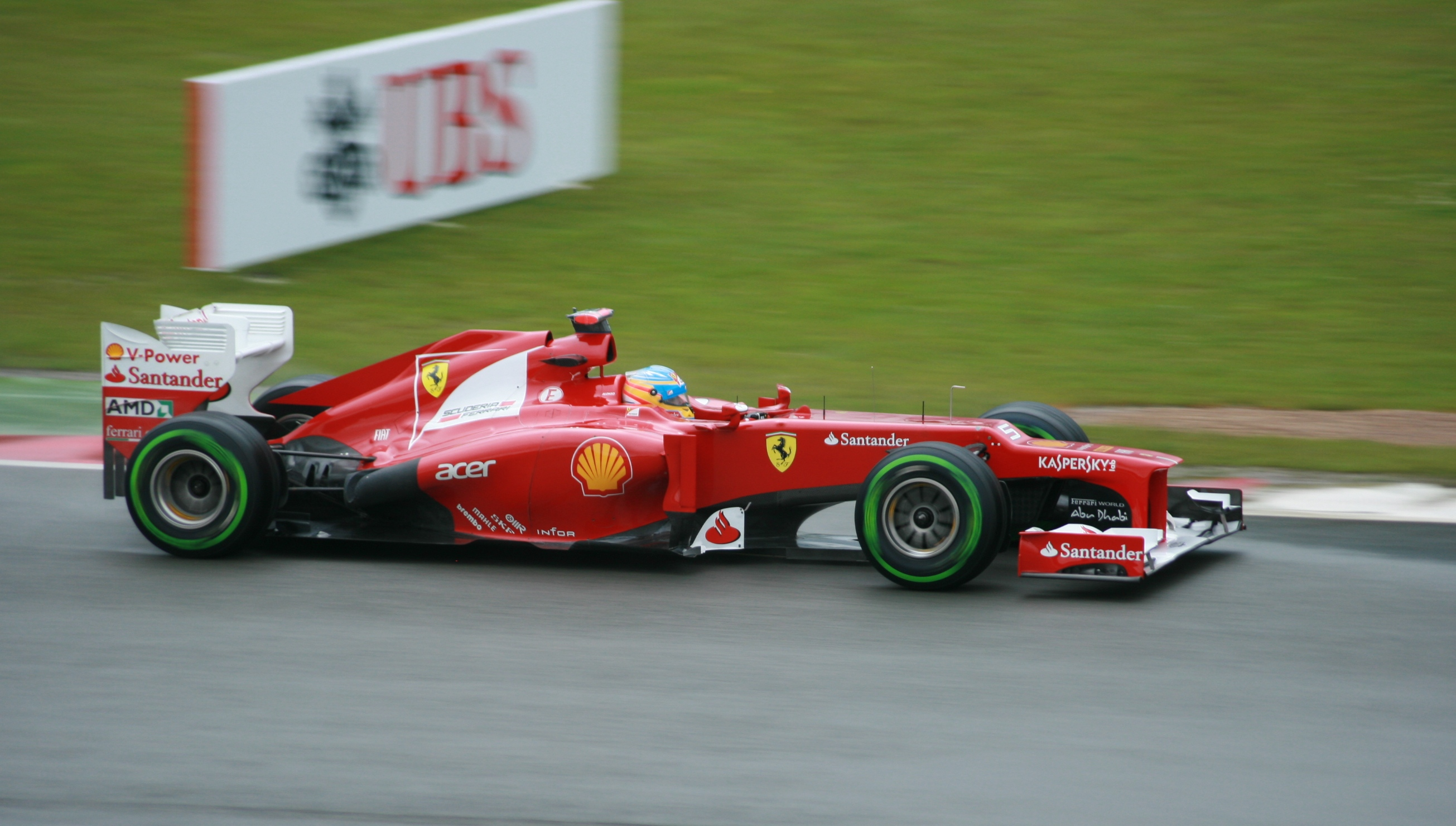
Fernando Alonso au Grand Prix de Grande-Bretagne.

La température ambiante est de 19 °C et la piste est à 30 °C au départ du Grand Prix. Il ne pleut pas et la piste est sèche. Certains pilotes ont parié sur des réglages pour la pluie alors que d'autres ont adopté des réglages pour piste sèche. Vitaly Petrov ne prend pas le départ à cause d’une défaillance de son moteur Renault. Fernando Alonso, en pole position, se présente avec des pneus durs alors que tous ses adversaires, sauf Lewis Hamilton, sont en gommes tendres. À l'extinction des feux, Fernando Alonso coupe la trajectoire de Mark Webber pour conserver son avantage et s'engouffre en tête dans le premier virage. Paul di Resta accroche la monoplace de Romain Grosjean et crève un de ses pneus : les deux pilotes bouclent leur tour au ralenti et regagnent chacun leur stand, Grosjean devant faire changer son aileron avant,,,.
Au premier passage sur la ligne de chronométrage, Alonso devance Webber, Michael Schumacher, Felipe Massa, Sebastian Vettel, Pastor Maldonado, Kimi Räikkönen, Hamilton, Bruno Senna, Sergio Pérez et Nico Hülkenberg. Paul di Resta abandonne quelques minutes plus tard. Au sixième passage, Alonso possède presque 2 secondes d'avance sur Webber, 4 s sur Schumacher et Massa, 5 s sur Vettel et 6 s sur Räikkönen ; suivent Maldonado, Hamilton, Pérez et Senna,,,.
Schumacher, Heikki Kovalainen, Vettel, Maldonado et Pérez s'arrêtent au douzième tour changer leurs pneus. Dès leur sortie des stands, Maldonado accroche Pérez et provoque son abandon. Massa et Räikkönen s'arrêtent au treizième tour, Webber, Senna et Jean-Éric Vergne au suivant, Alonso et Nico Rosberg au quinzième, Kamui Kobayashi, Hülkenberg, Jenson Button et Daniel Ricciardo au seizième et Hamilton au vingt-et-unième tour,,,.
Au vingt-deuxième passage, Alonso précède Webber de 5 secondes, Vettel de 8 s, Massa de 11 s, Schumacher de 16 s, Räikkönen de 17 s et Hamilton de 18 s ; suivent Grosjean, Kobayashi et Hülkenberg. Quelques instants plus tard, Räikkönen et Hamilton dépassent Schumacher, en difficulté avec une monoplace réglée pour la pluie. Grosjean change ses pneus au vingt-sixième tour, Hamilton au vingt-huitième, Ricciardo au tour suivant, Senna au trentième, Vettel et Button au tour suivant, Vergne au trente-deuxième, Webber au tour suivant, Räikkönen et Schumacher au trente-quatrième tour, Massa et Hülkenberg au suivant, Alonso et Kobayashi (qui renverse plusieurs de ses mécaniciens) au trente-septième tour,,,.
Au quarantième passage, Alonso possède 4 secondes d'avance sur Webber, 9 s sur Vettel, 13 s sur Massa, 18 s sur Räikkönen et 21 s sur Grosjean ; suivent Hamilton, Schumacher, Hülkenberg et Senna. En tête de la course, Fernando Alonso souffre de plus en plus en pneus tendres alors que Mark Webber, qui termine la course avec des pneus durs, se montre plus en verve. À 8 tours de l’arrivée, Webber est revenu à 1 seconde d'Alonso et peut utiliser son aileron arrière mobile pour l'attaquer. Il prend l'avantage dans le quarante-septième tour,,,.
Dans le cinquantième tour, la bagarre est rude entre Hülkenberg, Senna et Button. Hülkenberg sort un peu large et perd sa neuvième place au profit de Senna. Button profite de cet incident pour glâner le point de la dixième place. Mark Webber remporte sa deuxième victoire de la saison et conforte sa deuxième place au championnat derrière Fernando Alonso, deuxième de la course, Sebastian Vettel complètant le podium. Suivent pour les points Felipe Massa, Kimi Räikkönen, Romain Grosjean, Michael Schumacher, Lewis Hamilton, Bruno Senna et Jenson Button,,,.

### Classement de la course
| Pos. | no | Pilote                  | Écurie               | Tours | Temps/Abandon                      | Grille | Points |
| ---- | -- | ----------------------- | -------------------- | ----- | ---------------------------------- | ------ | ------ |
| 1    | 2  | Mark Webber SREC        | Red Bull-Renault     | 52    | 1 h 25 min 11 s 288 (215,662 km/h) | 2      | 25     |
| 2    | 5  | Fernando Alonso SREC    | Ferrari              | 52    | + 3 s 060                          | 1      | 18     |
| 3    | 1  | Sebastian Vettel SREC   | Red Bull-Renault     | 52    | + 4 s 836                          | 4      | 15     |
| 4    | 6  | Felipe Massa SREC       | Ferrari              | 52    | + 9 s 519                          | 5      | 12     |
| 5    | 9  | Kimi Räikkönen SREC     | Lotus-Renault        | 52    | + 10 s 314                         | 6      | 10     |
| 6    | 10 | Romain Grosjean SREC    | Lotus-Renault        | 52    | + 17 s 101                         | 9      | 8      |
| 7    | 7  | Michael Schumacher SREC | Mercedes             | 52    | + 29 s 153                         | 3      | 6      |
| 8    | 4  | Lewis Hamilton SREC     | McLaren-Mercedes     | 52    | + 36 s 463                         | 8      | 4      |
| 9    | 19 | Bruno Senna SREC        | Williams-Renault     | 52    | + 43 s 347                         | 13     | 2      |
| 10   | 3  | Jenson Button SREC      | McLaren-Mercedes     | 52    | + 44 s 444                         | 16     | 1      |
| 11   | 14 | Kamui Kobayashi SREC    | Sauber-Ferrari       | 52    | + 45 s 370                         | 17     |        |
| 12   | 15 | Nico Hülkenberg SREC    | Force India-Mercedes | 52    | + 47 s 856                         | 14     |        |
| 13   | 16 | Daniel Ricciardo SREC   | Toro Rosso-Ferrari   | 52    | + 51 s 241                         | 12     |        |
| 14   | 17 | Jean-Éric Vergne SREC   | Toro Rosso-Ferrari   | 52    | + 53 s 313                         | 23     |        |
| 15   | 8  | Nico Rosberg SREC       | Mercedes             | 52    | + 57 s 394                         | 13     |        |
| 16   | 18 | Pastor Maldonado SREC   | Williams-Renault     | 51    | + 1 tour                           | 7      |        |
| 17   | 20 | Heikki Kovalainen SREC  | Caterham-Renault     | 51    | + 1 tour                           | 19     |        |
| 18   | 24 | Timo Glock              | Marussia-Cosworth    | 51    | + 1 tour                           | 20     |        |
| 19   | 25 | Charles Pic             | Marussia-Cosworth    | 51    | + 1 tour                           | 24     |        |
| 20   | 22 | Pedro de la Rosa        | HRT-Cosworth         | 50    | + 2 tours                          | 21     |        |
| 21   | 23 | Narain Karthikeyan      | HRT-Cosworth         | 50    | + 2 tours                          | 22     |        |
| Abd. | 15 | Sergio Pérez SREC       | Sauber-Ferrari       | 11    | Accrochage avec Maldonado          | 17     |        |
| Abd. | 11 | Paul di Resta SREC      | Force India-Mercedes | 2     | Accrochage avec Grosjean           | 10     |        |
| Np.  | 21 | Vitaly Petrov SREC      | Caterham-Renault     |       | Problème moteur                    | 18     |        |

### Pole position et record du tour
Fernando Alonso signe la vingt et unième pole position de sa carrière, sa troisième à Silverstone et sa première depuis 2010. Kimi Räikkönen réalise le trente-septième meilleur tour en course de sa carrière, son quatrième sur ce tracé et son deuxième de la saison.
- Pole position :  Fernando Alonso (Ferrari) en 1 min 51 s 746 (189,784 km/h)[34].
- Meilleur tour en course :  Kimi Räikkönen (Lotus-Renault) en 1 min 34 s 661 (224,037 km/h) au cinquantième tour[35].

### Tours en tête
Parti en pole position, Fernando Alonso parvient à conserver sa position dans le premier virage et fait la course en tête jusqu'à son premier arrêt au stand. Lewis Hamilton prend temporairement la première place mais la perd sur la piste, doublé par Alonso dont les pneus sont plus frais. Le pilote espagnol est ensuite victime d'une mauvaise stratégie de son équipe : à cinq tours de l'arrivée, ses pneumatiques tendres sont bien plus usés que les durs de Webber. L'Australien s'empare de la tête sans opposition et conserve son leadership jusqu'au drapeau à damier.
- Fernando Alonso : 44 tours (1-15 / 19-47)
- Lewis Hamilton : 3 tours (16-18)
- Mark Webber : 5 tours (48-52)

## Classements généraux à l'issue de la course
| Pos. | Pilote             | Écurie               | Points |
| ---- | ------------------ | -------------------- | ------ |
| 1    | Fernando Alonso    | Ferrari              | 129    |
| 2    | Mark Webber        | Red Bull-Renault     | 116    |
| 3    | Sebastian Vettel   | Red Bull-Renault     | 100    |
| 4    | Lewis Hamilton     | McLaren-Mercedes     | 92     |
| 5    | Kimi Räikkönen     | Lotus-Renault        | 83     |
| 6    | Nico Rosberg       | Mercedes             | 75     |
| 7    | Romain Grosjean    | Lotus-Renault        | 61     |
| 8    | Jenson Button      | McLaren-Mercedes     | 50     |
| 9    | Sergio Pérez       | Sauber-Ferrari       | 39     |
| 10   | Pastor Maldonado   | Williams-Renault     | 29     |
| 11   | Paul di Resta      | Force India-Mercedes | 27     |
| 12   | Felipe Massa       | Ferrari              | 23     |
| 13   | Michael Schumacher | Mercedes             | 23     |
| 14   | Kamui Kobayashi    | Sauber-Ferrari       | 21     |
| 15   | Bruno Senna        | Williams-Renault     | 18     |
| 16   | Nico Hülkenberg    | Force India-Mercedes | 17     |
| 17   | Jean-Éric Vergne   | Toro Rosso-Ferrari   | 4      |
| 18   | Daniel Ricciardo   | Toro Rosso-Ferrari   | 2      |

| Pos. | Écurie               | Points |
| ---- | -------------------- | ------ |
| 1    | Red Bull-Renault     | 216    |
| 2    | Ferrari              | 152    |
| 3    | Lotus-Renault        | 144    |
| 4    | McLaren-Mercedes     | 142    |
| 5    | Mercedes             | 98     |
| 6    | Sauber-Ferrari       | 60     |
| 7    | Williams-Renault     | 47     |
| 8    | Force India-Mercedes | 44     |
| 9    | Toro Rosso-Ferrari   | 6      |

## Statistiques
Le Grand Prix de Grande-Bretagne 2012 représente :
- la 21e pole position de sa carrière pour Fernando Alonso[39] ;
- la 9e et dernière victoire de sa carrière pour Mark Webber[40] ;
- la 30e victoire pour Red Bull en tant que constructeur[41] ;
- la 146e victoire pour Renault en tant que motoriste[42].

Au cours de ce Grand Prix :
- Fernando Alonso passe la barre des 1200 points inscrits en championnat du monde (1215 points) ;
- Felipe Massa passe la barre des 600 points inscrits en championnat du monde (605 points).
- Nigel Mansell (187 Grands Prix, 31 victoires, 32 pole positions, 30 meilleurs tours, 59 podiums, 482 points, champion du monde 1992) est nommé assistant des commissaires de course.